# Effetto del falso consenso

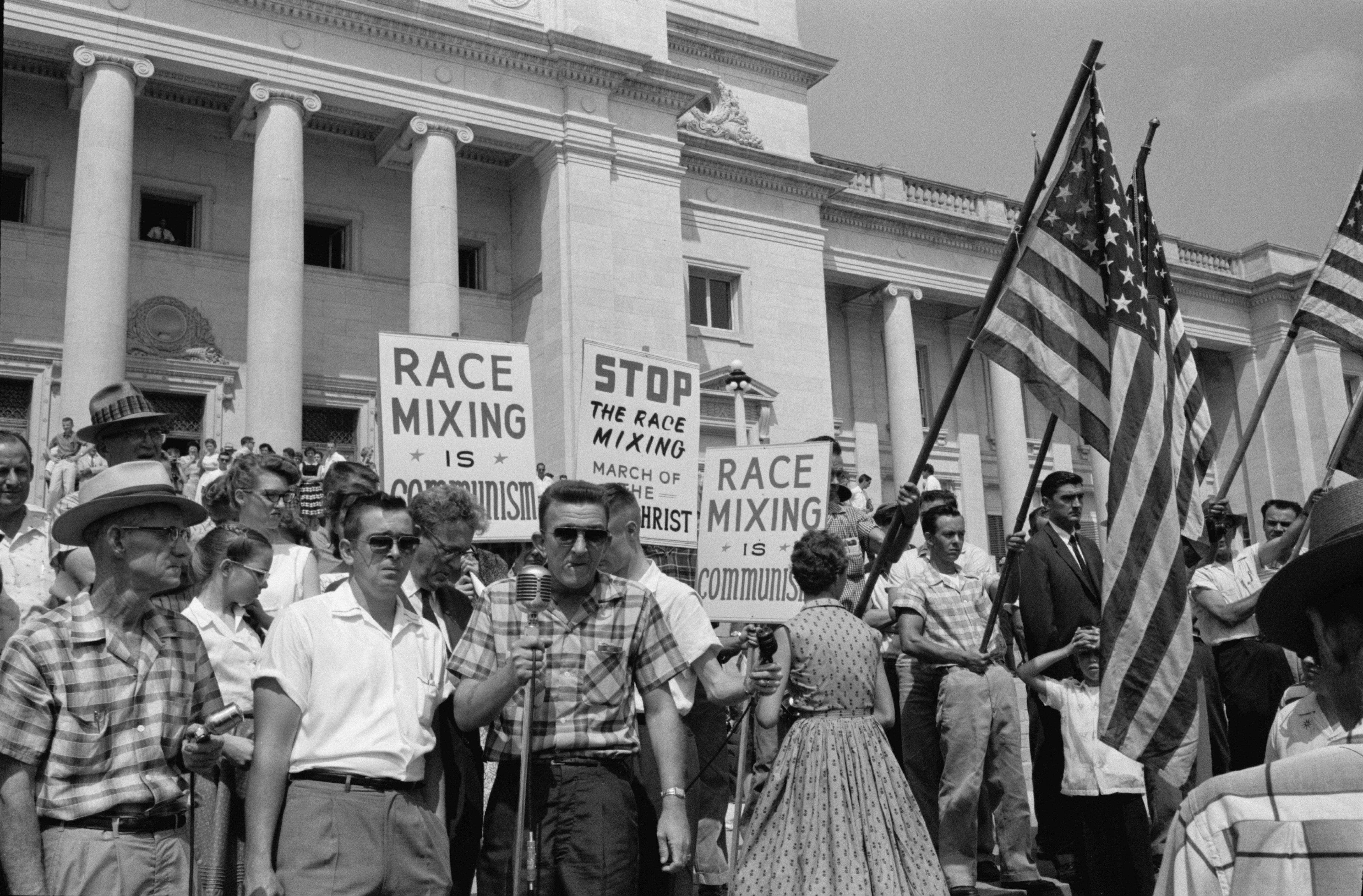
La falsa percezione del consenso induce talvolta i fondamentalisti e i movimenti politici radicali a sovrastimare la reale adesione alle loro idee e la credibilità dei loro valori

L'effetto del falso consenso è la tendenza a proiettare sugli altri il proprio modo di pensare. In altre parole, certe persone presuppongono che tutti gli altri la pensino come loro. Questa presunta concordia è statisticamente infondata e porta alla percezione di un consenso che non esiste. Questo errore logico fa sì che un gruppo o un individuo creda che le proprie opinioni, convinzioni e preferenze siano generalmente più diffuse tra il pubblico di quanto non siano realmente.

## Enunciazione
Questo pregiudizio è comunemente presente in un ambiente di gruppo nel quale si pensa che l'opinione collettiva del proprio gruppo coincida con quella di una popolazione più vasta. Siccome i membri di un gruppo raggiungono tra di loro un consenso e incontrano raramente coloro che potrebbero obiettare, tendono a credere che tutti la pensino alla stessa maniera.
Di conseguenza, quando si confrontano con l'evidenza che un consenso non esiste, queste persone pensano spesso che chi non è d'accordo con loro abbia qualche mancanza. 
Non c'è una singola causa per questo pregiudizio cognitivo; l'euristica di disponibilità e la propensione all'autoappagamento sono state supposte come fattori di fondo, almeno parzialmente. Dietro questo fenomeno potrebbero esserci anche meccanismi protettivi.

## Ignoranza pluralistica
L'effetto del falso consenso può essere confrontato con l'ignoranza pluralistica. Nell'ignoranza pluralistica le persone disdegnano in privato una norma (o una convinzione) che si ritrovano ad appoggiare in pubblico, mentre l'effetto del falso consenso fa sì che le persone credano erroneamente che la maggior parte della gente la pensi come loro, mentre in realtà la maggioranza delle persone non è d'accordo con loro (ed esprime apertamente il disaccordo). Per esempio, l'ignoranza pluralistica può condurre uno studente a bere alcool eccessivamente perché crede che tutti gli altri lo facciano, mentre in realtà ciascuno di loro vorrebbe evitare di ubriacarsi, ma nessuno si esprime per timore di essere emarginato. Nella stessa situazione invece, il fenomeno del falso consenso si presenterebbe così: uno studente crede che alla maggior parte dei suoi compagni piaccia bere eccessivamente, mentre a loro questo non piace ed esprimono apertamente la loro opinione al riguardo.